# Belinda Kanda
Belinda Kanda (* 3. November 1982) ist eine ehemalige ghanaische Fußballspielerin.

## Karriere
Kanda kam während ihrer Vereinskarriere für die Mawuena Ladies (2003) und die Alabama Agricultural and Mechanical University (2005–2009) zum Einsatz. 2009 wurde Kanda von der Alabama A&M University ein Bachelorgrad in Food Science and Technology verliehen, 2011 erhielt sie dort den Grad eines Master of Science (M.Sc.) in Biochemie der Ernährung.
Die 168 cm große Mittelfeldspielerin nahm mit der ghanaischen Nationalmannschaft („Black Queens“) an den Weltmeisterschaften 2003 und 2007 teil und bestritt dabei drei Partien. Ende September 2007 hatte Kanda ein Länderspiel bestritten.